# Кандзикис, Ставрос
 Ставрос Кандзикис  (греч.  Σταύρος Καντζίκης , Афины 1885 — Афины, 1958) – греческий художник и иконописец первой половины 20 века. 

## Биография
Ставрос Кандзикис родился в Афинах в 1885 году.
Не располагаем данными о его семье и детских годах.
Поступил в Афинскую школу изящных искусств, которую закончил в 1906 году.
В силу ещё живой традиции Мюнхенской школы греческой живописи продолжил учёбу в Мюнхенской академии художеств.
По окончании Мюнхенской академии вернулся в Грецию.
Кандзикис быстро отошёл от академизма и был подвержен влиянию импрессионизма.
В период Балканских войн 1912-1913 годов написал ряд батальных картин.
Кандзикис также писал пейзажи, в которых отмечаются Пленэр и экспрессионизм, картины морских пейзажей и морской тематики, картины с тематикой из Греческой революции 1821 года.
В 1929 году был назначен преподавателем в, только что основанную (1927), согласно завещанию мецената из египетской Александрии, Василиса Сивитанидиса, «Публичную школу ремёсел и профессий».
В тяжёлые годы тройной германо-итало-болгарской оккупации Греции художник оставался в Афинах.
После войны продолжил писать пейзажи.
Ставрос Кандзикис умер в Афинах в 1958 году.
Картины Кандзикиса хранятся и выставляются в Муниципальной галерее Ларисы в Муниципальной галерее города Яннина и частных коллекциях.